# Programma spaziale britannico
Il programma spaziale britannico è un piano del governo del Regno Unito  e di altri organismi interessati per promuovere la partecipazione britannica al mercato internazionale dei lanci satellitari, della costruzione dei satelliti e delle altre imprese spaziali. Significativamente, tuttavia, la politica del governo non è mai stata di creare un corpo di astronauti britannici o di mandare un britannico sulla Luna. Invece l'interesse si è concentrato sui lanci dei satelliti privi di equipaggio. Il governo del Regno Unito non finanzia la Stazione spaziale internazionale. Recentemente, il governo britannico ha cambiato questa mancanza di attenzione ai lanci con equipaggio e ha cominciato tranquillamente a sostenere un concetto di aeroplano spaziale orbitale a un solo stadio (single-stage-orbit, SSTO) chiamato Skylon.

## Storia

### Origine del programma spaziale
L'interesse per i viaggi spaziali esisteva nel Regno Unito anteriormente alla Seconda guerra mondiale, in particolare tra i membri della Società Interplanetaria Britannica (fondata nel 1933), i cui membri includevano Sir Arthur C. Clarke, autore e ideatore del satellite per telecomunicazioni geostazionario, che si unì alla SIB dopo la Seconda guerra mondiale.
Come nel caso di altre nazioni impegnate nei viaggi spaziali nel dopoguerra, l'interesse del governo britannico per lo spazio era primariamente militare. I programmi iniziali riflettevano chiaramente questo interesse. Al pari di altre nazioni, gran parte della conoscenza sui razzi fu ottenuta da scienziati tedeschi catturati durante la guerra e persuasi a lavorare per i Britannici. Questi condussero i primi test postbellici dei razzi V2 catturati nell'Operazione Backfire, meno di sei mesi dopo la fine della guerra in Europa.
Il lavoro iniziale fu fatto su missili aria-terra più piccoli come i Blue Steel, prima che i progressi consentissero di passare ai lanci di razzi più grandi capaci di entrare in orbita.

### Lanci britannici
La Gran Bretagna ha lanciato parecchi razzi e missili. Il  programma Ariel sviluppò 6 satelliti tra il 1962 e il 1979, tutti i quali furono lanciati dalla NASA. Lo sviluppo di un sistema di lancio britannico per trasportare un ordigno nucleare ebbe luogo dal 1950 in poi, sia nel Regno Unito che a Woomera in Australia. Falstaff, un razzo di prova ipersonico britannico, fu lanciato da Woomera tra il 1969 e il 1979.
Alcuni razzi furono testati sull'Isola di Wight e sia testati che lanciati da Woomera. Questi comprendevano i razzi Black Knight e Blue Streak e il Black Arrow, un razzo per il lancio di satelliti basato sul razzo satellite Black Knight. Il Black Arrow (R3) lanciò Prospero X-3, l'unico satellite britannico a essere lanciato usando un razzo completamente britannico. Le comunicazioni con il satellite furono terminate nel 1996.

### Cancellazione del programma governativo originale e formazione del British National Space Centre
Il programma ufficiale del governo britannico di lanci dei satelliti del Regno Unito fu cancellato all'inizio degli anni 1970. Tuttavia, La partecipazione del Regno Unito alle attività spaziali continuò attraverso il lavoro con altre agenzie spaziali. Nel 1985 fu creato il British National Space Centre (BNSC) per coordinare le moderne attività spaziali del Regno Unito, tuttavia fin dal 1986 il governo del Regno Unito ha avuto una politica contraria al volo spaziale umano.

### Contributo britannico ai programmi spaziali delle altre nazioni
La comunicazione e il rilevamento dei razzi e dei satelliti si ottiene usando stazioni come Jodrell Bank. Durante la corsa allo spazio, Jodrell Bank e altre stazioni furono usate per comunicare con parecchi satelliti e sonde compreso lo Sputnik e il Pioneer 5.
Oltre a fornire impianti di rilevamento per altre nazioni, scienziati del Regno Unito hanno partecipato ai programmi spaziali di altri paesi, in particolare contribuendo allo sviluppo dei primi programmi spaziali della NASA, cooperando ai lanci australiani. Privati cittadini britannici si riunirono insieme e finanziarono parzialmente il Progetto Juno che lanciò l'astronauta britannica, Helen Sharman OBE sulla missione della Soyuz TM-12, organizzata dall'Unione Sovietica.  Tra le altre iniziative spaziali internazionali cui il governo britannico partecipa, è da ricordare che attraverso il British National Space Centre esso fornisce il 17,4% dei fondi dell'Agenzia Spaziale Europea per progetti obbligatori, tuttavia non finanzia la Stazione spaziale internazionale.

## Recenti attività spaziali britanniche
Una ripresa del programma spaziale britannico ufficiale si vede nel 1982 quando il governo britannico sostenne ufficialmente il progetto HOTOL, un ambizioso tentativo di realizzare un aeroplano spaziale riutilizzabile che usava motori a razzo che emettevano aria progettati da Alan Bond. Il lavoro cominciò alla British Aerospace. Tuttavia, avendo classificato il progetto del motore come 'top secret', il governo poi finì i finanziamenti per il progetto, terminandolo.
Nel 1985, fu formata un'agenzia governativa con sede a Londra per coordinare i contributi britannici al volo spaziale civile, il British National Space Centre (da non confondere con il National Space Centre.)
La Gran Bretagna continua a fornire esperti scientifici ai lanci satellitari e ai progetti spaziali. La recente sonda britannica Beagle 2, inviata come parte del Mars Express dell'ESA per studiare il pianeta Marte, si perse quando non riuscì a rispondere. Il Beagle 2 era controllato dal  National Space Centre a Leicester. La compagnia britannica Surrey Satellite Technology Ltd, considerata 'Il più importante costruttore del mondo di micro-satelliti', ha costruito e lanciato fino a oggi oltre trenta satelliti.
L'interesse per lo spazio continua nel settore privato britannico con parecchie compagnie che stanno sviluppando nuovi progetti per aeroplani spaziali per il lancio di satelliti o per rivolgersi al nuovo mercato del turismo spaziale. La Virgin Galactic, una filiale del gruppo britannico Virgin di proprietà di Sir Richard Branson intende vendere voli spaziali al grande pubblico usando aeroplani spaziali forniti dalla Mojave Aerospace Ventures sviluppati a partire dalla SpaceShipOne di Burt Rutan. La prima esposizione del prototipo della SpaceShipTwo ebbe luogo nel dicembre 2009.

### Aumento del bilancio e riforme del 2011
Il governo del Regno Unito sta proponendo una riforma della "Legge sullo spazio esterno del 1986" (1986 Outer Space Act) in parecchi settori, comprese le passività che coprono le operazioni spaziali, al fine di mettere le iniziative spaziali delle future compagnie britanniche in condizione di competere meglio con i concorrenti internazionali. C'è anche una proposta di aumento di 10.000.000 sterline dell'investimento di capitale che deve essere uguagliato dall'industria privata.

### Lo Skylon della Reaction Engines
Il governo britannico si associò con l'ESA nel 2010 per promuovere un concetto di aeroplano spaziale orbitale a un solo stadio chiamato Skylon. Questo progetto fu perseguito pionieristicamente dalla Reaction Engines, una compagnia fondata da Alan Bond dopo che fu cancellato l'HOTOL. L'aeroplano è stato accolto positivamente dal governo britannico e dalla British Interplanetary Society. Dopo una prova positiva dei motori nel giugno 2011, la compagnia incomincerà la Fase 3 dello sviluppo, con i primi ordini attesi intorno al 2011-2013.

### United Kingdom Space Agency
Il 1º aprile 2010, il governo del Regno Unito istituì la UK Space Agency, un'agenzia responsabile del programma spaziale britannico. Essa sostituisce il British National Space Centre, assorbe la competenza della politica governativa e dei principali budget per lo spazio e rappresenta il Regno Unito in tutti i negoziati sulle materie spaziali.

## Astronauti britannici
Poiché il governo del Regno Unito non ho mai sviluppato un programma di voli spaziali con equipaggio e non fornisce alcun finanziamento alla parte dei voli spaziali con equipaggio delle attività dell'ESA, i pochi astronauti britannici di nascita si sono lanciati o con il programma spaziale americano o con quello russo. Malgrado questo, il 9 ottobre 2008 il Ministro della scienza e dell'innovazione del Regno Unito Lord Drayson parlò con favore dell'idea di un astronauta britannico.
Ad oggi, sei astronauti britannici di nascita e un cittadino del Regno Unito non britannico di nascita hanno volato nello spazio:
| Nome               | Luogo di nascita                            | Missioni | Data del primo lancio | (Doppia) Nazionalità   | Note |
| ------------------ | ------------------------------------------- | --- | --------------------- | ---------------------- | --- |
| Helen Sharman      | Grenoside, Sheffield, South Yorkshire       | Soyuz TM-12/11                                                                                               | 18 maggio 1991        | Regno Unito (bandiera) | Primo britannico nello spazio. Fu finanziato in parte da soggetti privati del Regno Unito nel Progetto Juno e dall'URSS.                                                                                |
| Michael Foale      | Louth, Lincolnshire                         | STS-45 (Atlantis) STS-56 (Discovery) STS-63 (Discovery) STS-84/86 (Atlantis) STS-103 (Discovery) Soyuz TMA-3 | 24 marzo 1992         | /                      | Fu presente sia sulla Mir che sulla Stazione spaziale internazionale. Il 9 febbraio 1995, durante la STS-63, fu il primo britannico a effettuare un'EVA. È cittadino statunitense attraverso sua madre. |
| Mark Shuttleworth  | Welkom, Stato Libero dell'Orange, Sudafrica | Soyuz TM-34/33                                                                                               | 27 aprile 2002        | /                      | "Turista spaziale" autofinanziato nella Stazione spaziale internazionale. Sudafricano di nascita, possiede ora la cittadinanza britannica.                                                              |
| Piers Sellers      | Crowborough, Sussex                         | STS-112 (Atlantis) STS-121 (Discovery) STS-132 (Atlantis)                                                    | 7 ottobre 2002        | /                      | Cittadino statunitense dal 1991. |
| Nicholas Patrick   | Saltburn-by-the-Sea, North Yorkshire        | STS-116 (Discovery) STS-130 (Endeavour)                                                                      | 9 dicembre 2006       | /                      | Cittadino statunitense dal 1994. |
| Gregory H. Johnson | South Ruislip, Middlesex                    | STS-123 (Endeavour)                                                                                          | 11 marzo 2008         | /                      | Nato nel Regno Unito da genitori statunitensi. |
| Richard Garriott   | Cambridge, Cambridgeshire                   | Soyuz TMA-13/12                                                                                              | 12 ottobre 2008       | /                      | "Turista spaziale" autofinanziato nella Stazione spaziale internazionale. Nato nel Regno Unito da genitori statunitensi, figlio dell'astronauta dello Skylab Owen Garriott                              |

Il Dr. Anthony Llewellyn (nato a Cardiff) fu selezionato come scienziato-astronauta dalla NASA nell'agosto 1967 ma si dimise nel settembre 1968 non avendo mai volato nello spazio.
Il Ten. Colonnello Anthony Boyle (Esercito) (nato a Kidderminster), il Ten. Colonnello Richard Farrimond (Esercito) (nato a Birkenhead, Cheshire), Christopher Holmes (Ministero della difesa) (nato a Londra), il Comandante Peter Longhurst (Royal Navy) (nato a Staines, Middlesex), e il Comandante di Squadrone Nigel Wood (RAF) (nato a York) furono selezionati nel febbraio 1984 come specialisti del carico utile per il Programma Skynet 4, che doveva lanciare dalla navetta spaziale. Boyle si dimise dal programma nel luglio 1984 a causa di impegni nell'esercito. Anteriormente alla cancellazione delle missioni sull'onda del disastro del Challenger, era previsto che Wood volasse a bordo della missione della navetta STS-61-H nel 1986 (con Farrimond che fungeva da sua riserva), e che Longhurst volasse della missione dello shuttle STS-71-D nel 1987 (con Holmes come riserva). Si dimisero tutti nel 1986, senza aver volato.
Il Maggiore Timothy Mace (Army Air Corps) (nato a Catterick, Yorkshire) funse da riserva di Helen Sharman per la missione del Soyuz TM-12/Progetto Juno nel 1991. Si dimise nel 1991, senza aver volato.
Il 20 maggio 2009, l'Agenzia Spaziale Europea annunciò che il Maggiore Timothy Peake, un pilota collaudatore nell'Air Corps originario di Chichester, West Sussex, era stato accettato nel Corpo Astronautico Europeo.

## Il programma spaziale britannico nelle opere di fantasia (parziale)
Opere di fantascienza hanno spesso descritto il Regno Unito con un suo ambizioso programma spaziale.

### Cinema
- L'astronave atomica del dottor Quatermass (The Quatermass Xperiment, 1955), film
- I vampiri dello spazio (Quatermass 2, 1957), film

### Fumetto
- Dan Dare, il pilota del futuro (Dan Dare, Pilot of the Future, 1950–1967/anni ottanta)
- Jeff Hawke (1953-1974)
- Ministry of Space (2001–2004)

### Letteratura
- Arthur C. Clarke How We Went to Mars, Amateur Science Fiction Stories, marzo 1938, romanzo
- Hugh Walters Blast Off at Woomera, 1957, romanzo

### Radio
- Journey Into Space (1953–1955), radiodramma

### Televisione
- The Quatermass Experiment (1953), miniserie televisiva
- Quatermass II (1955), miniserie televisiva
- Fireball XL5 (1962), serie televisiva
- Space Patrol (1962), serie televisiva
- UFO (1969-1970), serie televisiva
- Doctor Who, episodi: The Ambassadors of Death (1970), The Christmas Invasion (2005), serie televisiva
- The Goodies, episodio Invasion of the Moon Creatures (1973), serie televisiva
- Moonbase 3 (1973), serie televisiva
- Spazio 1999 (Space: 1999) (1975–1977), serie televisiva
- Come Back Mrs. Noah (1977), serie televisiva
- Star Cops (1987), serie televisiva
- Red Dwarf (1988–1999/2009), serie televisiva
- The Quatermass Experiment (2005), film per la tv
- Hyperdrive (2006–2007), serie televisiva